# Бадейнов, Дмитрий Иванович
Дмитрий Иванович Бадейнов (7 ноября 1892, Большие Кемары, Нижегородская губерния, Российская империя — 2 августа 1947, Москва, Советский Союз) — советский военачальник, генерал-майор (1940).

## Биография

### Ранние годы
Родился 7 ноября 1892 года в селе Большие Кемары Нижегородской губернии. В детстве помогал родителям вести их деревенское хозяйство. Окончил трехлетнюю начальную сельскую земскую школу и двухгодичный подготовительный курс к семинарии, в которую, однако, так и не поступил. Когда он подрос, то занялся различными подработками: работал учеником жестянщика на паровой мельнице, упаковщиком на аптекарском складе, дворником, каменотесом, пробойщиком и чернорабочим. В 1910 году переехал в Нижний Новгород, а в 1914 году — в Петроград.

### Первая мировая и Гражданская войны
В 1915 году был призван в армию. Был определен в 123-й запасной пехотный полк, дислоцировавшийся в Перми. В том же году окончил учебную команду полка и получил чин младшего унтер-офицера. После февральской революции стал председателем ротного и членом полкового комитета своей части, а также был избран депутатом пермского совета. Дезертировал в декабре 1917 года.
Член РСДРП (б) с 29 июля 1918 года. Некоторое время пробыв в должности волостного военного комиссара, в 1919 году устроился в чрезвычайную комиссию по борьбе с контрреволюцией и саботажем. В составе войск ВЧК воевал на восточном фронте на уральском направлении.

### Карьера в пограничных войсках
После окончания войны в 1921 году перевелся в пограничные войска. Первоначально был военным комиссаром штаба войск ГПУ Казахстана. В это же время проучился 3 месяца в Оренбургском вечернем рабфаке. В 1923 году был назначен начальником особого отдела полномочного представительства ОГПУ СССР по Казахской ССР, затем в 1924 году начальником 50-го Зайсанского кавалерийского погранотряда ОГПУ. В 1927 году ненадолго прервал свою службу, проучившись один год курсантом в «школе политграмоты нормального типа».
После возвращения в 1928 году в пограничные войска был назначен командиром 113-го отдельного дивизиона ОГПУ в Нижнем Тагиле. Пробыв на этой должности всего год, был назначен на должность командира и военного комиссара 9-го отдельного Сибирского полка ОГПУ в Новосибирске. Проработав на этом месте четыре года, вновь занялся учебой и в 1933-1935 годах прошел Курсы усовершенствования комсостава при Высшей пограничной школе ОГПУ СССР.
После прохождения курсов до 1938 года был начальником 3-го Петрозаводского погранотряда УПВО НКВД СССР, а затем начальником управления пограничной и внутренней охраны НКВД Армянской ССР и начальником Армянского округа погранвойск НКВД. В это же время был депутатом и членом президиума верховного совета Армянской ССР, а также членом ЦК компартии Армении. С 1940 по 1943 годы был заместителем начальника пограничных войск НКВД СССР по кадрам, после чего было переведен в Казахскую ССР, где стал начальником Казахского округа погранвойск НКГБ. Эту должность вместе с должностью члена ЦК компартии Казахстана занимал вплоть до своей отставки в ноябре 1946 года. Умер 2 августа 1947 года, похоронен на донском кладбище.

## Воинские чины и звания
- Рядовой — 1915
- Младший унтер-офицер — 1915
- Полковник — 03.04.1936
- Комбриг — 31.01.1939[1]
- Генерал-майор — 04.06.1940[2]

## Награды
- Орден Ленина (1945)
- Орден Красного Знамени (1944)
- Два ордена Красной Звезды (1940, 1943)
- Орден Кутузова 2 степени (1945)
- Знак «Почётный сотрудник госбезопасности» (1936)
- Юбилейная медаль «XX лет Рабоче-Крестьянской Красной Армии» (1938)
- Два именных пистолета от ОГПУ (1923, 1933)
- Золотые часы от коллегии ОГПУ (1933)